# Enola Gay
„Enola Gay” este numele unui avion de bombardament de tipul B-29 Superfortress ce a aparținut Forțelor Aeriene ale Statelor Unite (acronim USAAF).  „Enola Gay” a lansat prima bombă atomică folosită într-un conflict militar (botezată „Little Boy”) la data de 6 august, 1945, asupra orașului japonez Hiroshima.
Datorită rolului său în primele bombardamente atomice numele „Enola Gay” a devenit aproape sinonim cu bombardamentele însele. Ca urmare a acestor două bombardamente atomice, Japonia a capitulat câteva zile mai târziu, la 15 august 1945, astfel luând sfârșit cel de-al doilea război mondial.
Numele bombardierului a fost inspirat de Enola Gay Tibbets, mama pilotului Paul Tibbets.